# Copaltitla
Copaltitla är en ort i Mexiko.   Den ligger i kommunen Huazalingo och delstaten Hidalgo, i den sydöstra delen av landet, 190 km norr om huvudstaden Mexico City. Copaltitla ligger 459 meter över havet och antalet invånare är 379.
Terrängen runt Copaltitla är kuperad. Runt Copaltitla är det ganska tätbefolkat, med 129 invånare per kvadratkilometer. Närmaste större samhälle är Huejutla de Reyes, 14,2 km norr om Copaltitla. I omgivningarna runt Copaltitla växer huvudsakligen savannskog.